# Bobby Hope
Bobby Hope, all'anagrafe Robert Hope (Bridge of Allan, 28 settembre 1943 – 10 giugno 2022) è stato un allenatore di calcio e calciatore scozzese, di ruolo centrocampista.

## Carriera

### Giocatore

#### Club
Esordisce tra i professionisti all'età di 16 anni nella stagione 1959-1960 giocando una partita nella prima divisione inglese con la maglia del West Bromwich; l'anno seguente segna invece le sue prime 2 reti in carriera, in 12 partite giocate, a cui aggiunge poi ulteriori 2 reti in 20 presenze nella stagione 1961-1962 e 28 presenze e 6 reti nella stagione 1962-1963. Dopo aver giocato solamente 4 partite di campionato nella stagione 1963-1964, a partire dalla stagione 1964-1965 si conquista un posto da titolare fisso, giocando 37 partite sia in questa stagione che nella successiva, rispettivamente con 3 e 4 reti messe a segno. Nella stagione 1965-1966 vince inoltre una Coppa di Lega.
Nella stagione 1966-1967 invece segna un gol in 4 presenze in Coppa delle Fiere: si tratta peraltro della prima rete nella storia del West Bromwich in una competizione ufficiale internazionale. Va inoltre a segno per 5 volte in 36 partite di campionato, bottino che bissa nella stagione 1967-1968 ma con 32 presenze; in questa stagione vince tra l'altro una FA Cup, grazie alla quale nella stagione 1968-1969 disputa 5 incontri in Coppa delle Coppe, a cui ne aggiunge anche 35 con una rete segnata in campionato. Continua poi a giocare da titolare nel West Bromwich per un ulteriore triennio, fino al termine della stagione 1971-1972, per un totale di 336 presenze e 33 reti in incontri di campionato con il club delle Midlands. Si trasferisce quindi al Birmingham City, altro club di prima divisione: qui, dopo aver segnato 5 reti in 25 presenze nella stagione 1972-1973 perde completamente il posto da titolare: nei due campionati successivi gioca infatti solamente 6 e 3 partite, venendo poi ceduto in prestito prima ai Philadelphia Atoms e successivamente ai Dallas Tornado, con cui nel 1975 e nel 1976 gioca nella NASL, venendo nominato in entrambe le stagioni tra i NASL All-Stars. Torna poi in patria, giocando per un triennio allo Sheffield Weds in seconda divisione (42 presenze e 7 reti totali nell'arco di tre campionati), trascorrendo però in ognuna delle sue stagioni nel club un periodo in prestito ai Dallas Tornado, con i quali gioca in totale altre 36 partite nella NASL. Nel 1979, all'età di 36 anni e dopo 20 anni di carriera professionistica, smette di fatto di giocare (scenderà in campo in modo saltuario nel quadriennio successivo con semiprofessionisti dei Bromsgrove Rovers, dei quali era però principalmente l'allenatore).
In carriera ha totalizzato complessivamente 412 presenze e 47 reti nei campionati della Football League.

#### Nazionale
Tra il 1966 ed il 1968 ha giocato 2 partite nella nazionale scozzese Under-23; nel 1967 ha invece esordito in nazionale maggiore, con la quale tra il 1967 ed il 1968 ha totalizzato complessivamente 7 presenze ed una rete.

### Allenatore
Tra il 1979 ed il 1988 ha allenato i Bromsgrove Rovers, prima nella Midland Division della Southern Football League (fino al 1986) e poi nella Premier Division della medesima lega (ovvero la sesta divisione inglese); dopo una breve parentesi nel 1988 ai Burton Albion, dal 1989 al 1994 ha allenato nuovamente i Bromsgrove Rovers, con i quali nella stagione 1991-1992 ha vinto la Southern Football League, conquistando così la promozione in Football Conference (quinta divisione e più alto livello calcistico inglese al di fuori della Football League), campionato nel quale da neopromosso il club ha anche ottenuto un secondo posto in classifica. In seguito, lasciati i Bromsgrove Rovers, Hope ha lavorato come osservatore per il West Bromwich.

## Palmarès

### Giocatore

#### Competizioni nazionali
- Coppa d'Inghilterra: 1

West Bromwich: 1967-1968
- Coppa di Lega inglese: 1

West Bromwich: 1965-1966

### Allenatore

#### Competizioni nazionali
- Southern Football League: 1

Bromsgrove Rovers: 1991-1992
- Southern Football League Cup: 1

Bromsgrove Rovers: 1985-1986

#### Competizioni regionali
- Southern Football League Midland Division: 1

Bromsgrove Rovers: 1985-1986